# 稷山站 (中國)
稷山站是一个侯西线上的铁路车站，位于山西省运城市稷山县稷王镇，邮政编码为043200。